# Sawiszczyna
Sawiszczyna (biał. Савішчына; ros. Савищино, Sawiszczino, pol. hist. Sawiszczyna) – wieś na Białorusi, w obwodzie witebskim, w rejonie orszańskim, w sielsowiecie Krapiuna.

## Historia
W XIX i w początkach XX w. położona była w Rosji, w guberni mohylewskiej, w powiecie horeckim, w gminie Puhlaje. Następnie w granicach Związku Sowieckiego. Od 1991 w niepodległej Białorusi.